# Mistelgau
Mistelgau – miejscowość i gmina w Niemczech, w kraju związkowym Bawaria, w rejencji Górna Frankonia, w regionie Oberfranken-Ost, w powiecie Bayreuth, siedziba wspólnoty administracyjnej Mistelgau. Leży w Szwajcarii Frankońskiej, przy drodze B22. 1 marca 2020 przyłączono do gminy 200,16 ha, pochodzące ze zlikwidowanego obszaru wolnego administracyjnie Langweiler Wald.
Gmina położona jest 9 km na północny zachód od Bayreuth, 39 km na wschód od Bambergu i 55 km na północny wschód od Norymbergi.

## Dzielnice
W skład gminy wchodzą dzielnice: 
| - Außerleithen - Braunersberg - Culm - Engelmeß - Frankenhaag - Geislareuth - Gollenbach - Hardt | - Harloth - Keckenmühle - Lenz - Mengersdorf - Mistelgau - Obernsees - Ochsenholz - Plösen | - Schoberthsreuth - Schöchleins - Seitenbach - Sorg - Streit - Tennig - Truppach - Wohnsgehaig |

## Demografia
| Rok  | Liczba mieszk. |
| ---- | -------------- |
| 1970 | 2.993          |
| 1987 | 3.133          |
| 2000 | 3.748          |
| 2006 | 3.918          |

## Polityka
Wójtem jest Georg Birner (Związek Wyborczy Plösen-Gollenbach), jego poprzednikiem do 2002 był Johann Feulner (CSU).